# トリメチルシラノール
トリメチルシラノール (Trimethylsilanol = TMS) は、化学式 (CH3)3SiOH で表される有機ケイ素化合物である。Si中心の回りには3つのメチル基と1つのヒドロキシル基がある。 無色の揮発性液体である。

## 発生
TMSは、宇宙船内の空気の汚染物質であり、シリコーンベースの材料の劣化から発生する。具体的には、ポリジメチルシロキサン (一般にトリメチルシリル基で終端されている) の加水分解からの揮発性生成物である。
(CH3)3SiO[Si(CH3)2O]nR  + H2O  →  (CH3)3SiOH  +  HO[Si(CH3)2O]nR
TMSおよび関連する揮発性シロキサンは、洗剤および化粧品に含まれるシリコーンベースの含有材料の加水分解によって形成される。
微量のトリメチルシラノールは、他の揮発性シロキサンとともにバイオガスおよび埋立地ガスに存在し、これもシリコーンの分解に起因する。それらの燃焼は、ケイ酸塩および微結晶石英の粒子を形成し、これが燃焼エンジン部品の摩耗を引き起こすため、燃焼エンジンでのそのようなガスの使用に問題を引き起こす。 

## 製造
トリメチルシラノールは、クロロトリメチルシランを二量体化を回避するために弱い塩基で加水分解することにより得られる。ヘキサメチルジシロキサンの加水分解によっても得られる。 
トリメチルシラノールは、クロロトリメチルシランの単純な加水分解では生成できない。副生する塩化水素のためエーテル化生成物のヘキサメチルジシロキサンが生成されるためである。
{\displaystyle \mathrm {2\;ClSi\left(CH_{3}\right)_{3}\ \ {\xrightarrow[{-HCl}]{+H_{2}O}}\ \ 2\;HOSi\left(CH_{3}\right)_{3}\ \ {\xrightarrow[{-H_{2}O}]{\ }}\ \left(CH_{3}\right)_{3}Si{-}O{-}Si\left(CH_{3}\right)_{3}} }

## 反応
トリメチルシラノールは、pKa値11の弱酸である。酸性度はオルトケイ酸の酸性度と同程度であるが、アルコールの一つ、例えば tert-ブタノール (pKa 19)よりははるかに高い。水酸化ナトリウムによる脱プロトン化でナトリウムトリメチルシロキシドを与える。
TMSはシラノール基 (R3SiOH) と反応して、シリルエーテルを生成する。 

## 構造
その構造に関して、分子は四面体である。 化合物は単斜晶を形成する。

## 付加的な性質
蒸発熱は、45.64 kJ·mol−1、蒸発エントロピーは、123 J·K−1·mol−1である。
アントワン式 log10 (P/1 bar）= A − B/(T + C) (P in bar、T in K）で A = 5.44591, B = 1767.766 K、C = −44.888 K (温度範囲 291 K - 358 K)。凝固点は-4.5°C以下。重クロロホルム中で1H NMRスペクトルは、δ=0.14 ppm にシングレットを示す。

## 生物活性
他のシラノールと同様に、トリメチルシラノールは抗菌特性を示す。